# Lavans-lès-Dole
Pour les articles homonymes, voir Lavans et Dole.
Lavans-lès-Dole est une commune française située dans le département du Jura en région Bourgogne-Franche-Comté.
Ses habitants sont appelés les Lavantés.

## Géographie

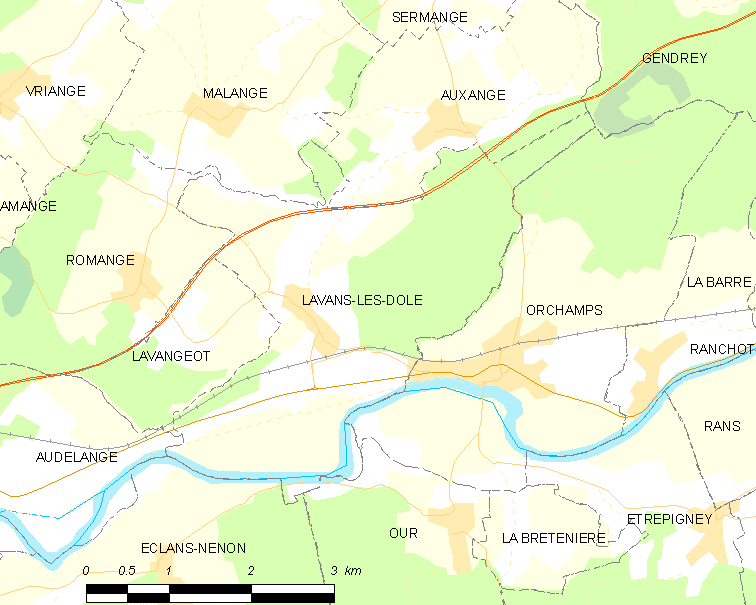
Situation de Lavans-lès-Dole.

### Situation
Le village est situé à environ 15 km au nord-est de Dole.
| Malange             | Auxange         | Gendrey  |
| Romange             | Lavans-lès-Dole | Orchamps |
| Lavangeot Audelange | Éclans-Nenon    | Our      |

### Hydrographie
- Le Canal du Rhône au Rhin et le Doubs forment la limite sud de la commune.
- Le ruisseau l’Arne traverse la commune à l'ouest.

### Climat
Pour des articles plus généraux, voir Climat de la Bourgogne-Franche-Comté et Climat du département du Jura.
En 2010, le climat de la commune est de type climat des marges montargnardes, selon une étude du Centre national de la recherche scientifique s'appuyant sur une série de données couvrant la période 1971-2000. En 2020, Météo-France publie une typologie des climats de la France métropolitaine dans laquelle la commune est exposée à un climat semi-continental et est dans la région climatique  Jura, caractérisée par une forte pluviométrie en toutes saisons (1 000 à 1 500 mm/an), des hivers rigoureux et un ensoleillement médiocre. 
Pour la période 1971-2000, la température annuelle moyenne est de 10,5 °C, avec une amplitude thermique annuelle de 17,6 °C. Le cumul annuel moyen de précipitations est de 1 011 mm, avec 12,4 jours de précipitations en janvier et 8,8 jours en juillet. Pour la période 1991-2020, la température moyenne annuelle observée sur la station météorologique de Météo-France la plus proche, « Dole », sur la commune de Dole à 12 km à vol d'oiseau, est de 11,6 °C et le cumul annuel moyen de précipitations est de 1 023,0 mm. 
La température maximale relevée sur cette station est de 40 °C, atteinte le 31 juillet 2020 ; la température minimale est de −24 °C, atteinte le 10 janvier 1985,,. 
Les paramètres climatiques de la commune ont été estimés pour le milieu du siècle (2041-2070) selon différents scénarios d'émission de gaz à effet de serre à partir des nouvelles projections climatiques de référence DRIAS-2020. Ils sont consultables sur un site dédié publié par Météo-France en novembre 2022.

## Urbanisme

### Typologie
Au 1er janvier 2024, Lavans-lès-Dole est catégorisée commune rurale à habitat dispersé, selon la nouvelle grille communale de densité à sept niveaux définie par l'Insee en 2022.
Elle est située hors unité urbaine. Par ailleurs la commune fait partie de l'aire d'attraction de Dole, dont elle est une commune de la couronne,. Cette aire, qui regroupe 87 communes, est catégorisée dans les aires de 50 000 à moins de 200 000 habitants,.

### Occupation des sols
L'occupation des sols de la commune, telle qu'elle ressort de la base de données européenne d’occupation biophysique des sols Corine Land Cover (CLC), est marquée par l'importance des territoires agricoles (51,2 % en 2018), une proportion sensiblement équivalente à celle de 1990 (51,5 %). La répartition détaillée en 2018 est la suivante : 
forêts (39,6 %), terres arables (27,6 %), prairies (19,9 %), zones agricoles hétérogènes (3,7 %), eaux continentales (3,7 %), zones urbanisées (3 %), zones industrielles ou commerciales et réseaux de communication (2,5 %). L'évolution de l’occupation des sols de la commune et de ses infrastructures peut être observée sur les différentes représentations cartographiques du territoire : la carte de Cassini (XVIIIe siècle), la carte d'état-major (1820-1866) et les cartes ou photos aériennes de l'IGN pour la période actuelle (1950 à aujourd'hui).

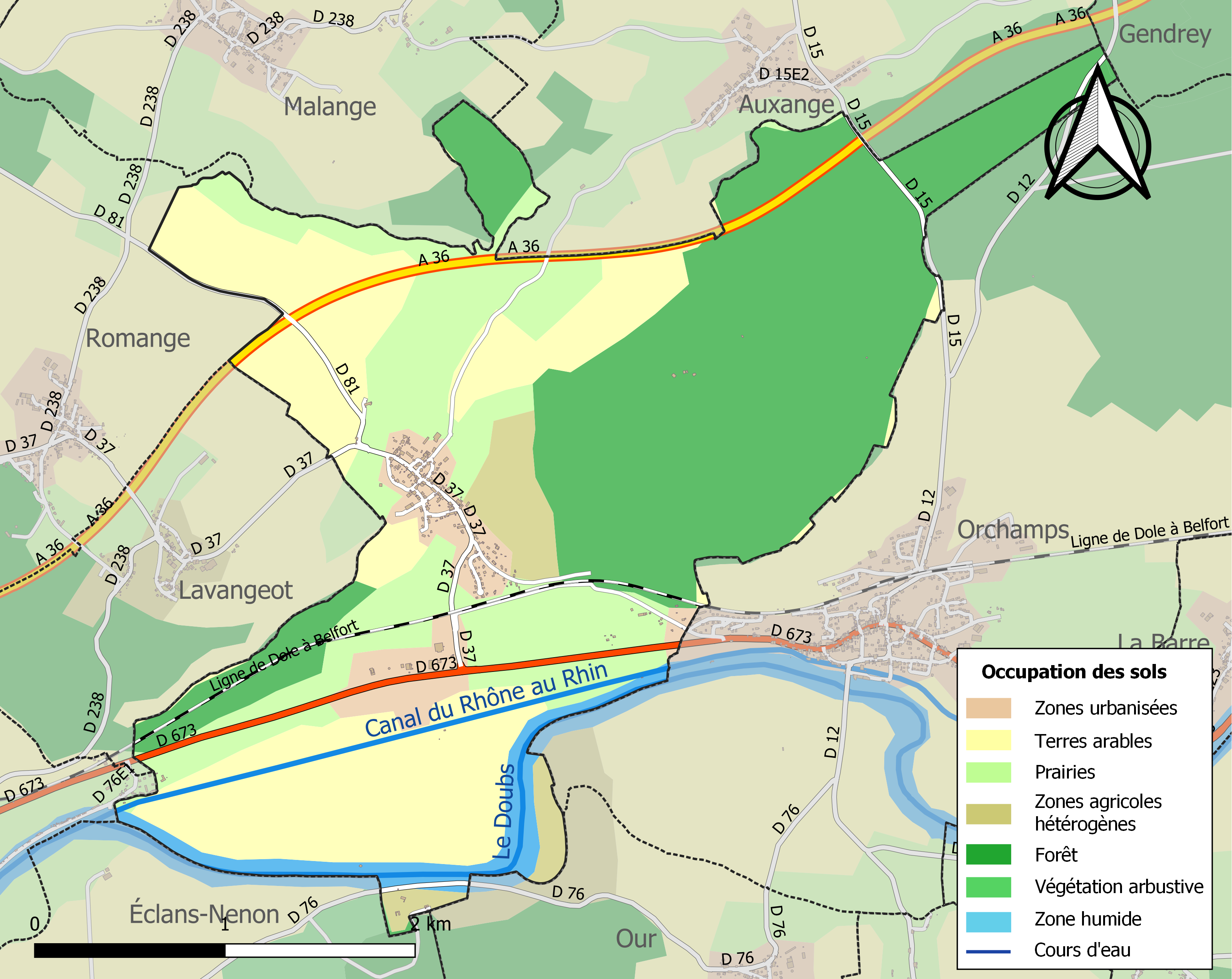
Carte des infrastructures et de l'occupation des sols de la commune en 2018 (CLC).

## Histoire
De 1824 à 1845, le village de Lavangeot situé à moins de 2 km était réuni à la commune.
Avec le Doubs et le canal du Rhône au Rhin, l’Arne et la Vèze, l’eau ne manque pas ! Mais heureusement, situé sur un coteau s’inclinant sur la rive droite du Doubs, le village se trouve protégé des inondations. Cependant l’un de ses hameaux, Moulin-Rouge peut avoir les pieds dans l’eau. Montjeux, est lui bien à l’abri au sein de la forêt de chaux ainsi que les Tillières sur les monts de Lavans.
Au Moyen-Âge, la seigneurie de Lavans appartenait aux comtes souverains de Bourgogne et les terres étaient cultivées par divers exploitants qui versaient une redevance.
Au XIIIe siècle, Alix, comtesse palatine de Bourgogne partagea ses biens entre ses enfants, l’un d’eux, Étienne de Bourgogne recevant Lavans. Devenu chanoine à Besançon, ce dernier institua son frère Otton comme légataire universel en 1298. Les héritiers d’Otton conservèrent ces biens, mais au XVe siècle, Marie de Bourgogne dut en vendre une partie pour s’armer et pouvoir lutter contre les attaques de Louis XI. Au XIVe siècle, la famille Perrenot de Lavans possédait le fief de la mairie. Il se composait d’un château fort et d’un droit de couper du bois en forêt de Chaux. Plusieurs membres se déclarèrent seigneurs de Lavans.
Divisé au XVIe siècle, ce fief devint, pour moitié propriété de la famille de Balay, des filles l’apportant en dot, faisant apparaître les noms de Jean d’Andelot, Claude Béreur, Claude Arvisenet ou encore Ethernoz, Eucher Ermenfroy de Broissia, Jouffroy Gonsans, etc. La seconde moitié appartenu à Daniel Privey avant d’être portée en dot à Alexandre Ignace de Santans, puis à François Bernard d’Espiard de Saux et enfin dans la maison Terrier. Un autre fief dit « de Châtenois » était propriété de Huguenin de Châtenois au XIIIe siècle.

## Toponymie
Le vocable Lavans aurait pour origine « lav » qui signifiait un amas de rochers.
On sait cependant que dans cette vallée du Doubs, les noms en « ange » et en « ans » remontent au temps où des Germains furent amenés pour peupler et défricher la région.
C’est pourquoi Lavans qui, autrefois s’écrivait « Lavens », serait le nom d’une personnalité germanique. Pour différencier cette commune des autres du même nom, on parla de Lavans-Montjeux en 1793, Lavans-lez-Orchamps en 1850, Lavans-lez-Romange puis Lavans-lez-Malange et enfin Lavans-lès-Dole.

## Politique et administration

### Liste des maires
| Période    | Période  | Identité           | Étiquette | Qualité |
| ---------- | -------- | ------------------ | --------- | ------- |
| avant 1995 | ?        | Christian Bucher   |           |         |
| mars 2001  | 2014     | Jean-Michel Dietre | DVG       |         |
| 2014       | 2016     | Colette Wolf       | SE        |         |
| 2016       | En cours | Micheline Henry    | LREM      |         |

## Population et société

### Démographie
L'évolution du nombre d'habitants est connue à travers les recensements de la population effectués dans la commune depuis 1793. Pour les communes de moins de 10 000 habitants, une enquête de recensement portant sur toute la population est réalisée tous les cinq ans, les populations de référence des années intermédiaires étant quant à elles estimées par interpolation ou extrapolation. Pour la commune, le premier recensement exhaustif entrant dans le cadre du nouveau dispositif a été réalisé en 2008.

En 2022, la commune comptait 327 habitants, en évolution de +1,55 % par rapport à 2016 (Jura : −0,81 %, France hors Mayotte : +2,11 %).
| 1793 | 1800 | 1806 | 1821 | 1831 | 1836 | 1841 | 1846 | 1851 |
| ---- | ---- | ---- | ---- | ---- | ---- | ---- | ---- | ---- |
| 300  | 326  | 356  | 376  | 548  | 510  | 510  | 356  | 331  |

| 1856 | 1861 | 1866 | 1872 | 1876 | 1881 | 1886 | 1891 | 1896 |
| ---- | ---- | ---- | ---- | ---- | ---- | ---- | ---- | ---- |
| 313  | 320  | 272  | 257  | 250  | 262  | 274  | 280  | 256  |

| 1901 | 1906 | 1911 | 1921 | 1926 | 1931 | 1936 | 1946 | 1954 |
| ---- | ---- | ---- | ---- | ---- | ---- | ---- | ---- | ---- |
| 216  | 210  | 210  | 176  | 171  | 175  | 174  | 169  | 182  |

| 1962 | 1968 | 1975 | 1982 | 1990 | 1999 | 2006 | 2008 | 2013 |
| ---- | ---- | ---- | ---- | ---- | ---- | ---- | ---- | ---- |
| 232  | 176  | 182  | 231  | 242  | 265  | 316  | 330  | 333  |

| 2018 | 2022 | - | - | - | - | - | - | - |
| ---- | ---- | - | - | - | - | - | - | - |
| 325  | 327  | - | - | - | - | - | - | - |

## Culture locale et patrimoine

### Lieux et monuments

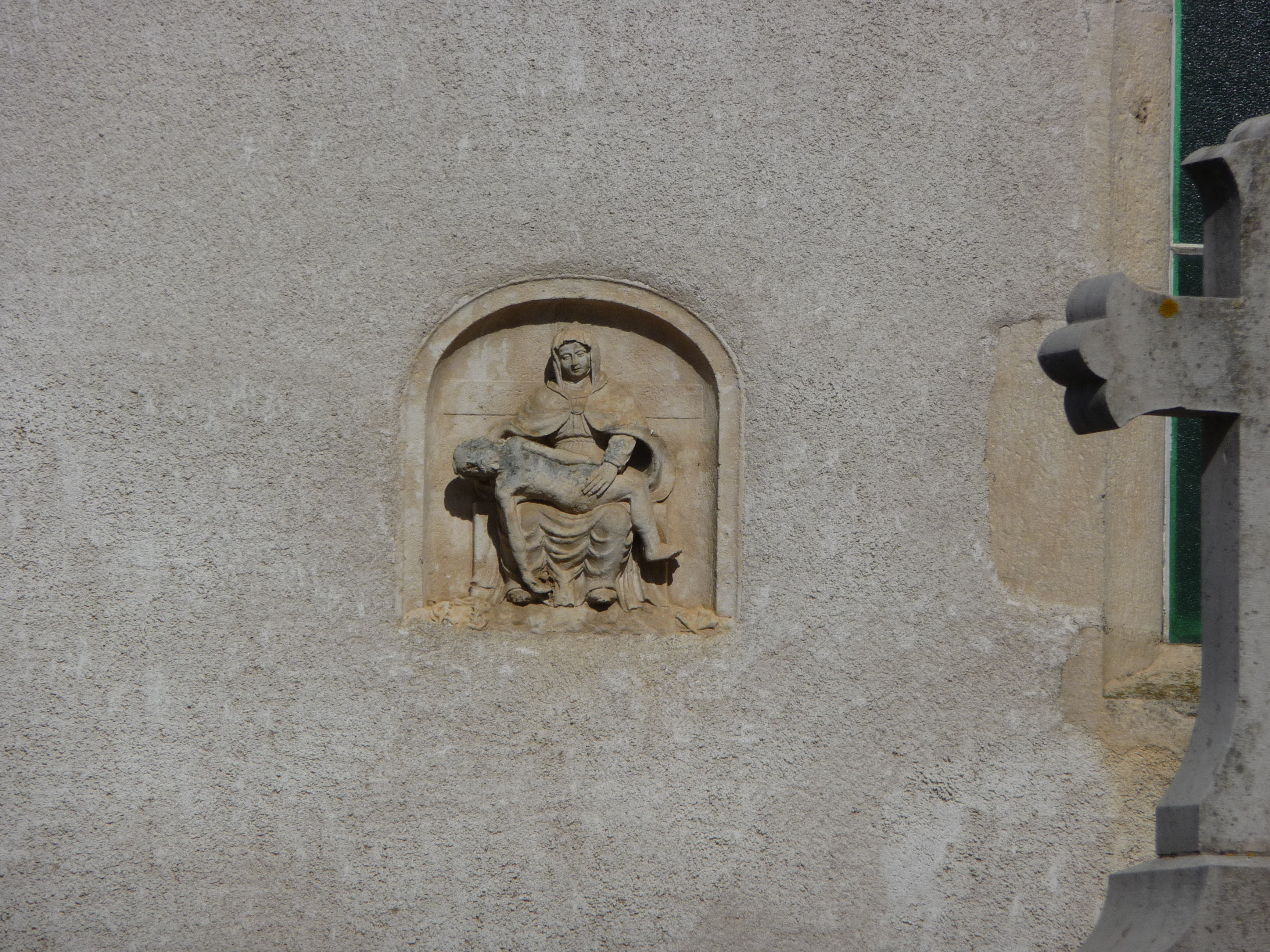
Descente de croix en haut-relief incluse dans le mur Sud de l'église

- Château de Lavans-lès-Dole, dont les parties les plus anciennes remontent aux XIVe et XVe siècles, siège actuel de la mairie. Il fait l’objet d’une inscription au titre des monuments historiques[18].
- Église construite au XIXe siècle sur l’ancienne chapelle est placée sous le vocable de Saint Didier.
- Partie ouest de la forêt d'Arne.

### Personnalités liées à la commune
- Naissance de Charles-Constant-Marie de Marenches (le 28 novembre 1881), père du comte Alexandre de Marenches.

### Héraldique
| Blason de Lavans-lès-Dole | Blason  | D'azur à la porte de ville flanquée de deux tours d'argent, ouverte du champ (à la filière d'argent). |
| Blason de Lavans-lès-Dole | Détails | Le statut officiel du blason reste à déterminer.                                                      |